# Luciano Manara

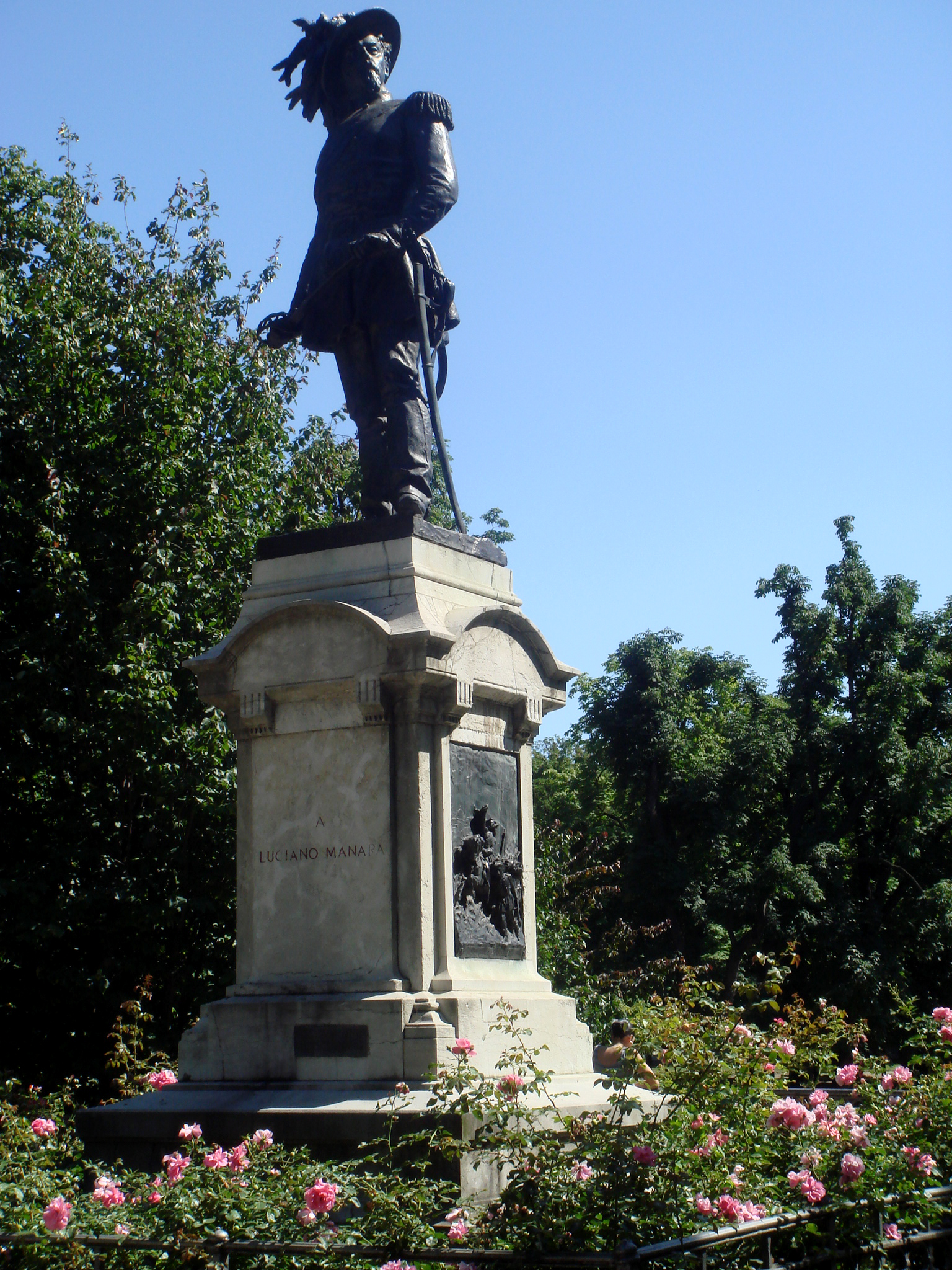
Pomnik w Mediolanie (dzieło Francesco Barzaghi)

Luciano Manara (ur. 23 marca 1825 w Mediolanie, zm. 30 czerwca 1849) – włoski patriota działający podczas Risorgimento.
Walczył w pierwszej wojnie o niepodległość Włoch i powstaniu zwanym Pięć dni Mediolanu w 1848 roku. Zginął w obronie Rzymu.